# I Got Next
Albums de KRS-One
The Battle for Rap Supremacy: KRS-One Vs. MC Shan
(1996) A Retrospective
(2000)
Singles
1. Can't Stop, Won't Stop
Sortie : 13 janvier 1997
2. Step into a World (Rapture's Delight)
Sortie : 3 mars 1997
3. Heartbeat
Sortie : 21 juillet 1997

I Got Next est le troisième album studio de KRS-One, sorti le 20 mai 1997.
L'album s'est classé 2e au Top R&B/Hip-Hop Albums et 3e au Billboard 200.

## Liste des titres
| No  | Titre                                                                                  | Contient un (des) sample(s) de | Durée |
| --- | -------------------------------------------------------------------------------------- | --- | ----- |
| 1.  | 1st Quarter - The Commentary                                                           | | 0:18  |
| 2.  | 2nd Quarter - Free Throws                                                              | | 2:16  |
| 3.  | The MC (featuring Feel X et Kevin Glover)                                              | Assignation de Roger Webb La Di Da Di de Doug E. Fresh et Slick Rick | 3:05  |
| 4.  | I Got Next - Neva Hadda Gun (featuring Ingz)                                           | | 4:11  |
| 5.  | Heartbeat (featuring Commissioner Gordon, Ingz, Ted Wholson, Angie Martinez et Redman) | Feel the Heartbeat des Treacherous Three My Adidas de Run–D.M.C. | 3:07  |
| 6.  | Step into a World (Rapture's Delight)                                                  | The Champ des Mohawks Rapture de Blondie | 4:50  |
| 7.  | A Friend                                                                               | Round Midnight de Luchi De Jesus | 4:13  |
| 8.  | H.I.P.H.O.P. (featuring Thor-El)                                                       | | 2:11  |
| 9.  | Halftime                                                                               | | 0:40  |
| 10. | 3rd Quarter - The Commentary                                                           | | 0:17  |
| 11. | Klassicks                                                                              | 9mm Goes Bang de Boogie Down Productions Jimmy de Boogie Down Productions My Philosophy de Boogie Down Productions Serious (Ceereeus BDP Remix) de Steady B featuring KRS-One Jack of Spades de Boogie Down Productions Exhibit C by Boogie Down Productions Hip-Hop vs. Rap de KRS-One Sound of Da Police de KRS-One | 0:59  |
| 12. | Blowe (featuring Redman)                                                               | | 3:41  |
| 13. | Real Hip-Hop - Part II (featuring Mic Vandalz et Lamont Fields)                        | | 3:06  |
| 14. | Come to Da Party (featuring Anthony Mills)                                             | | 2:10  |
| 15. | Can't Stop, Won't Stop (featuring Ted Wholson)                                         | | 3:59  |
| 16. | Over Ya Head                                                                           | | 2:17  |
| 17. | Just To Prove A Point (featuring Bervin Harris et G. Simone)                           | | 3:45  |
| 18. | 4th Quarter - Free Throws                                                              | | 1:46  |
| 19. | Step Into a World (Rapture's Delight) (Remix) (featuring Puff Daddy et Keva)           | | 5:03  |